# Дешко, Андрей Петрович
Андрей Петрович Дешко (1816, с. Дешковица — 1874, Санкт-Петербург) — российский филолог XIX века, педагог, этнограф, титулярный советник.

## Биография
Русин по происхождению. Родился на Закарпатье, на землях принадлежавших тогда Австрийской империи.
В 1847 году окончил Киевский Императорский университет св. Владимира (сейчас Киевский национальный университет имени Тараса Шевченко).
Затем преподавал в гимназиях Каменец-Подольска, Симбирска, Пскова.
С июня 1849 г. по 1855 г. работал учителем латинского языка в Симбирской мужской гимназии, где учителем русского языка был брат И. А. Гончарова — Николай Александрович Гончаров.

## Научная и творческая деятельность
Занимался этнографическими работами.
Автор этнографических работ и ряда статей в Известиях Русского географического общества (по Отделению этнографии), в частности, «О Карпатской Руси» (1855), «Свадьба на Угорской Руси» (1867) с описанием угрорусской свадьбы, «Общество св. Василия Великого» (1866, Голос, № 258), с характеристикой существующей системы украинского правописания. Привел образец текста, написанного по новой орфографической системе, предлагаемой им) и др.
Дешко А. П. — автор первой венгерской грамматики, изданной на русском языке — «Венгерская грамматика с русским текстом, в сравнении с чувашским и черемисским языками». Книга была издана в 1856 г. в пользу раненых нижних чинов морского ведомства на средства собранные среди чиновников, купцов, других лица Симбирской губернии и студентов Казанского университета, с посвящением Великому князю Константину Николаевичу.